# Gewargis III.
Mar Gewargis III. (arabisch كوركيس الثالث صليوا, syrisch ܡܪܝ ܓܝܘܪܓܝܣ ܬܠܝܬܝܐ; geboren als Warda Daniel Sliwa, arabisch وردة دانيال صليوا, syrisch ܘܪܕܐ ܕܢܝܐܝܠ ܨܠܝܒܐ; * 23. November 1941 in al-Habbaniyya, Irak) ist ein irakischer christlicher Priester und war von 2015 bis 2021 Katholikos-Patriarch der Assyrischen Kirche des Ostens.

## Leben
Warda Daniel Sliwa wurde am 23. November 1941 im irakischen al-Habbaniyya als Sohn von Daniel und Mariam Sliwa geboren. 1964 begann er ein Studium an der Pädagogischen Hochschule, die der Universität Bagdad angeschlossen war. Danach unterrichtete er dreizehn Jahre lang Englisch an verschiedenen Schulen Iraks.
Bei einem Besuch in den Vereinigten Staaten Amerikas berief ihn der dortige assyrische Katholikos-Patriarch Mar Dinkha IV., als Geistlicher der Assyrischen Kirche des Ostens zu dienen. Nach einer Priesterausbildung durch die Kirche wurde am 13. April 1980 zum Diakon berufen und am 8. Juni 1980 zum Priester ordiniert. Warda Daniel Sliwa hatte Aufgaben in der Lehre innerhalb der Kirche, bis er von Mar Dinkha IV. zum Metropoliten für Bagdad und ganz Irak berufen wurde. Er trat hier die Nachfolge des 1977 verstorbenen Metropoliten Mar Yosip Khnanisho an. Am Pfingstsonntag, dem 7. Juni 1981, wurde Warda Daniel Sliwa von Dinkha IV. in Anwesenheit von Mar Aprim Khamis in der Georgskathedrale von Chicago in sein Amt als Metropolit von Bagdad und ganz Irak eingeführt, wobei er den Namen Mar Gewargis III. erhielt.
In seiner Amtszeit als Metropolit von Bagdad baute Gewargis in der Stadt ein erzbischöfliches Seminar auf, aus dem zahlreiche Priester und Diakone in Irak hervorgingen. 1994 begab er sich nach Russland, um für die hier lebenden Assyrer einige Parochien aufzubauen. Für die in Moskau zu dieser Zeit neu errichtete und von ihm geweihte assyrische Marienkirche ernannte er einen neuen Pfarrer. In der Folge nahm die Anzahl der assyrischen Priester und Diakone zu. 1998 reiste Gewargis III. nach China, um hier einige sehr alte Gemeinden wieder aufzubauen. Ebenso begab er sich in die Türkei ins historische Kernland der Assyrer um die Städte Mardin und Hakkâri. In seinem Bischofssitz in Bagdad eröffnete Gewargis eine kirchliche Bibliothek mit zahlreichen antiken Schriften. Er baute auch eine Pressestelle mit Druckerei auf, bei der eine Reihe kirchlicher assyrischer Bücher für den Gebrauch der Kirche in aller Welt erschienen. 2009 wurde unter seinem Amt die private Elementarschule Urhai Bagdad eröffnet.
Vom 16. bis zum 18. September 2015 trat der Rat der Prälaten der Assyrischen Kirche des Ostens in einer Heiligen Synode in der Kathedrale des Heiligen Johannes des Täufers in Ankawa bei Erbil zusammen. Am 18. September 2015 wurde Warda Daniel Sliwa von der Heiligen Synode zum 121. Katholikos-Patriarchen von Seleukia-Ktesiphon gewählt, um als Mar Gewargis III. Khanania die Nachfolge des verstorbenen Mar Dinkha IV. anzutreten. Am 27. September 2015 erhielt er unter dem Vorsitz von Mar Aprem Mooken, dem Metropoliten von Malabar und India, und Mar Meelis Zaia, dem Metropoliten von Australien, Neuseeland und Libanon, die Weihe und wurde als Katholikos-Patriarch mit dem geistlichen Namen Mar Gewargis III. inthronisiert.
Im Februar 2020 kündigte Gewargis III. an, aus gesundheitlichen Gründen von seinem Amt zurückzutreten. Eine Heilige Synode in Ankawa wurde zunächst für 2020 angesetzt. Nach erheblicher Verzögerung infolge der COVID-19-Pandemie konnte schließlich am 8. September 2021 die Heilige Synode in der Kathedrale des Heiligen Johannes des Täufers in Ankawa zusammentreten. Hierbei wurde David Royel von der Heiligen Synode zum 122. Katholikos-Patriarchen von Seleukia-Ktesiphon gewählt, um als Mar Awa Royel die Nachfolge des zurückgetretenen Mar Gewargis III. anzutreten. Am 13. September 2021 wurde er in der Kathedrale von Ankawa als Katholikos-Patriarch mit dem geistlichen Namen Mar Awa inthronisiert.